# Valeri Beboutov
Valeri Mikhaïlovitch Beboutov (en russe : Вале́рий Миха́йлович Бе́бутов), né le 6 décembre 1885 à Tsaritsyne dans l'Empire russe et mort le 2 novembre 1961 à Moscou en URSS, est un metteur en scène russe et soviétique, professeur d'art dramatique. Il est distingué Artiste émérite de la RSFSR en 1934.

## Biographie
Né à Tsaritsyne, Valeri Beboutov est issu d'une famille de la noblesse arménienne de Géorgie. Sa sœur Elena (1892-1970) est scénographe.
En 1910, Valeri Beboutov est diplômé de la faculté d'histoire et de philologie de l'Université impériale de Saint-Pétersbourg. En 1912-1917, il devient metteur en scène au Théâtre d'art de Moscou, puis, au théâtre de l'Union des associations des travailleurs à l'éducation culturelle et artistique. Il y dirige également une classe de maître où parmi ses élèves on retrouve Maria Babanova et Mikhaïl Jarov. Il y adapte, en collaboration avec Fiodor Komissarjevski (ru), L'Enlèvement au sérail de Mozart, Les Contes d'Hoffmann de Jacques Offenbach, La Tempête de Shakespeare. En 1919, avec Vsevolod Meyerhold, il est l'un des fondateurs du Théâtre Meyerhold connu à cette époque sous le nom de Théâtre RSFSR N°1,. Dans le cadre de la réforme théâtrale de Meyerhold Teatralny Oktyabr censée révolutionner ce qui est considéré comme l'art bourgeois, y seront montés Mystery-Bouffe de Vladimir Maïakovski et Les Aubes d'Émile Verhaeren. Parallèlement, Beboutov enseigne aux cours supérieurs des metteurs en scène.
En 1923-1924, il est metteur en scène du Théâtre Mossovet, où il adapte La Mort de Tarelkine de Soukhovo-Kobyline, Le Revizor de Gogol et Le Théâtre de Clara Gazul de Mérimée. À côté, il fonde et dirige le théâtre Romanesque de Moscou.
Puis, en 1924, on l'invite à prendre la direction du Théâtre de la bouffonade de Moscou (renommé ensuite Théâtre de la comédie musicale). Il collabore également avec le Théâtre de la Révolution (1923), le Théâtre d'opérette de Moscou (1927, 1931), le Théâtre de Lensoviet de Moscou (1940) et le théâtre dramatique de Voronej (1940).
Ses articles consacrés au théâtre, écrits avec Meyerhold, paraissent dans le Vestnik Teatra.
Lors de la Seconde Guerre mondiale, Beboutov travaille à Kazan, au Théâtre académique Galiaskar Kamal, au théâtre d'opéra Musa Cälil et au Grand théâtre dramatique Katchalov.
Ses dernières mises en scène sont Ruy Blas au Théâtre Maly en 1949, et Hamlet au théâtre Iakoub Kolas de Vitebsk en 1946 et 1955.
Mort à Moscou, l'artiste est enterré au cimetière de la Présentation.